# Ciudad Madero
Ciudad Madero è una municipalità  del Messico situata nello stato del Tamaulipas, con capoluogo la città omonima.
Conta 197.216 abitanti (2010) e ha una estensione di 48,46 km².